# ATP Tour 1997
L'edizione 1997 dell'ATP Tour è iniziata il 30 dicembre 1996 con l'Australian Men's Hardcourt Championships di Adelaide e si è conclusa il 10 novembre con gli ATP Tour World Championships 1997.
L'ATP Tour è una serie di tornei maschili di tennis organizzati dall'ATP. Questa include i tornei del Grande Slam (organizzati in collaborazione con l'International Tennis Federation), la Tennis Masters Cup, i tornei dell'ATP Super 9, dell'ATP Championship Series e dell'ATP World Series.

## Calendario
Legenda
| Grande Slam             |
| ATP Super 9             |
| ATP Championship Series |
| ATP World Series        |
| Torneo a squadre        |
| Torneo di fine anno     |

### Gennaio
| Settimana        | Torneo | Vincitore                                      | Finalista                        | Semifinalisti                 | Eliminati ai quarti                                         |
| ---------------- | --- | ---------------------------------------------- | -------------------------------- | ----------------------------- | ----------------------------------------------------------- |
| 30 dicembre 1996 | Australian Men's Hardcourt Championships 1997 Adelaide, Australia 303 000 $ - Cemento Singolare - Doppio      | Todd Woodbridge 6-2 6-1                        | Scott Draper                     | Mikael Tillström Jeff Tarango | Andrej Čerkasov Alex O'Brien Jonas Björkman Karol Kučera    |
| 30 dicembre 1996 | Australian Men's Hardcourt Championships 1997 Adelaide, Australia 303 000 $ - Cemento Singolare - Doppio      | Patrick Rafter Bryan Shelton 6-4 1-6 6-3       | Todd Woodbridge Mark Woodforde   | Mikael Tillström Jeff Tarango | Andrej Čerkasov Alex O'Brien Jonas Björkman Karol Kučera    |
| 30 dicembre 1996 | Qatar ExxonMobil Open 1997 Doha, Qatar 600 000 $ - Cemento Singolare - Doppio                                 | Jim Courier 7-5 6(5)–7 6-2                     | Tim Henman                       | Sergi Bruguera Hicham Arazi   | Thomas Muster Petr Korda Magnus Gustafsson Magnus Larsson   |
| 30 dicembre 1996 | Qatar ExxonMobil Open 1997 Doha, Qatar 600 000 $ - Cemento Singolare - Doppio                                 | Jacco Eltingh Paul Haarhuis 6-3 6-2            | Patrik Fredriksson Magnus Norman | Sergi Bruguera Hicham Arazi   | Thomas Muster Petr Korda Magnus Gustafsson Magnus Larsson   |
| 6 gennaio        | Sydney International 1997 Sydney, Australia 303 000 $- Cemento Singolare - Doppio                             | Tim Henman 6-3 6-1                             | Carlos Moyá                      | Goran Ivanišević Albert Costa | Sandon Stolle Alex O'Brien Byron Black Patrick Rafter       |
| 6 gennaio        | Sydney International 1997 Sydney, Australia 303 000 $- Cemento Singolare - Doppio                             | Luis Lobo Javier Sánchez 6-4 6-7 6-3           | Paul Haarhuis Jan Siemerink      | Goran Ivanišević Albert Costa | Sandon Stolle Alex O'Brien Byron Black Patrick Rafter       |
| 6 gennaio        | Heineken Open 1997 Auckland, Nuova Zelanda 303 000 $ - Cemento Singolare - Doppio                             | Jonas Björkman 7-6(0) 6-0                      | Kenneth Carlsen                  | Marcos Ondruska Jiří Novák    | Marcelo Ríos Jan-Michael Gambill Hernán Gumy Alex Rădulescu |
| 6 gennaio        | Heineken Open 1997 Auckland, Nuova Zelanda 303 000 $ - Cemento Singolare - Doppio                             | Ellis Ferreira Patrick Galbraith 6-4 4-6 7-6   | Rick Leach Jonathan Stark        | Marcos Ondruska Jiří Novák    | Marcelo Ríos Jan-Michael Gambill Hernán Gumy Alex Rădulescu |
| 13 gennaio       | Australian Open 1997 Melbourne, Australia Grande Slam 3 538 866 $ - Cemento Singolare - Doppio - Doppio misto | Pete Sampras 6-2 6-3 6-3                       | Carlos Moyá                      | Thomas Muster Michael Chang   | Albert Costa Goran Ivanišević Félix Mantilla Marcelo Ríos   |
| 13 gennaio       | Australian Open 1997 Melbourne, Australia Grande Slam 3 538 866 $ - Cemento Singolare - Doppio - Doppio misto | Todd Woodbridge Mark Woodforde 4-6 7-5 7-5 6-3 | Sébastien Lareau Alex O'Brien    | Thomas Muster Michael Chang   | Albert Costa Goran Ivanišević Félix Mantilla Marcelo Ríos   |
| 27 gennaio       | Croatian Indoors 1997 Zagabria, Croazia 375 000 $ - Sintetico Singolare - Doppio                              | Goran Ivanišević 7–6(4) 4-6 7–6(6)             | Greg Rusedski                    | Javier Sánchez Thomas Enqvist | Alex Rădulescu Gastón Etlis Martin Damm Hicham Arazi        |
| 27 gennaio       | Croatian Indoors 1997 Zagabria, Croazia 375 000 $ - Sintetico Singolare - Doppio                              | Saša Hiršzon Goran Ivanišević 6-4 6-3          | Brent Haygarth Mark Keil         | Javier Sánchez Thomas Enqvist | Alex Rădulescu Gastón Etlis Martin Damm Hicham Arazi        |
| 27 gennaio       | Shanghai Open 1997 Shanghai, Cina 305 000 $ - Cemento Singolare - Doppio                                      | Ján Krošlák 6-2 7–6(2)                         | Aleksandr Volkov                 | Brett Steven Leander Paes     | Doug Flach Gérard Solvès Jeff Tarango Jérôme Golmard        |
| 27 gennaio       | Shanghai Open 1997 Shanghai, Cina 305 000 $ - Cemento Singolare - Doppio                                      | Maks Mirny Kevin Ullyett 7-6 6-7 7-5           | Tomas Nydahl Stefano Pescosolido | Brett Steven Leander Paes     | Doug Flach Gérard Solvès Jeff Tarango Jérôme Golmard        |

### Febbraio
| Settimana   | Torneo                                                                                                  | Vincitore                                | Finalista                        | Semifinalisti                  | Eliminati ai quarti                                          |
| ----------- | --- | ---------------------------------------- | -------------------------------- | ------------------------------ | ------------------------------------------------------------ |
| 10 febbraio | Dubai Tennis Championships 1997 Dubai, Emirati Arabi Uniti 1 014 250 $ - Cemento Singolare - Doppio     | Thomas Muster 7-5 7–6(3)                 | Goran Ivanišević                 | Jiří Novák Jim Courier         | Boris Becker Richard Krajicek Wayne Ferreira Christian Ruud  |
| 10 febbraio | Dubai Tennis Championships 1997 Dubai, Emirati Arabi Uniti 1 014 250 $ - Cemento Singolare - Doppio     | Sander Groen Goran Ivanišević 7-6 6-3    | Sandon Stolle Cyril Suk          | Jiří Novák Jim Courier         | Boris Becker Richard Krajicek Wayne Ferreira Christian Ruud  |
| 10 febbraio | Sybase Open 1997 San Jose, California, USA 303 000 $ - Cemento Indoor Singolare - Doppio                | Pete Sampras 3-6 5-0 rit                 | Greg Rusedski                    | Todd Martin Andre Agassi       | Chris Woodruff Richey Reneberg Grant Doyle Michael Chang     |
| 10 febbraio | Sybase Open 1997 San Jose, California, USA 303 000 $ - Cemento Indoor Singolare - Doppio                | Brian MacPhie Gary Muller 4-6 7-6 7-5    | Mark Knowles Daniel Nestor       | Todd Martin Andre Agassi       | Chris Woodruff Richey Reneberg Grant Doyle Michael Chang     |
| 11 febbraio | Open 13 1997 Marsiglia, Francia 514 250 $ - Cemento indoor Singolare - Doppio                           | Thomas Enqvist 6-4 1-0 ritiro            | Marcelo Ríos                     | Sergi Bruguera Fabrice Santoro | Magnus Larsson Andrej Česnokov Marc Rosset Hendrik Dreekmann |
| 11 febbraio | Open 13 1997 Marsiglia, Francia 514 250 $ - Cemento indoor Singolare - Doppio                           | Thomas Enqvist Magnus Larsson 6-3 6-4    | Olivier Delaître Fabrice Santoro | Sergi Bruguera Fabrice Santoro | Magnus Larsson Andrej Česnokov Marc Rosset Hendrik Dreekmann |
| 17 febbraio | European Community Championship 1997 Anversa, Belgio 875 000 $ - Cemento indoor Singolare - Doppio      | Marc Rosset 6-2 7-5 6-4                  | Tim Henman                       | Petr Korda Marc-Kevin Goellner | Filip Dewulf Dick Norman Francisco Clavet Martin Damm        |
| 17 febbraio | European Community Championship 1997 Anversa, Belgio 875 000 $ - Cemento indoor Singolare - Doppio      | David Adams Olivier Delaître 3-6 6-2 6-1 | Sandon Stolle Cyril Suk          | Petr Korda Marc-Kevin Goellner | Filip Dewulf Dick Norman Francisco Clavet Martin Damm        |
| 17 febbraio | Kroger St. Jude International 1997 Memphis, Tennessee, USA 700 000 $- Cemento Indoor Singolare - Doppio | Michael Chang 6-3 6-4                    | Todd Woodbridge                  | Todd Martin Jonas Björkman     | Richey Reneberg Brett Steven Paul Haarhuis Jeff Tarango      |
| 17 febbraio | Kroger St. Jude International 1997 Memphis, Tennessee, USA 700 000 $- Cemento Indoor Singolare - Doppio | Ellis Ferreira Patrick Galbraith 6-2 6-3 | Rick Leach Jonathan Stark        | Todd Martin Jonas Björkman     | Richey Reneberg Brett Steven Paul Haarhuis Jeff Tarango      |
| 24 febbraio | U.S. Pro Indoor 1997 Filadelfia, Pennsylvania, USA 589 250 $ - Cemento Indoor Singolare - Doppio        | Pete Sampras 5-7 7–6(4) 6-3              | Patrick Rafter                   | Sjeng Schalken Grant Stafford  | Doug Flach Jonathan Stark Byron Black Sandon Stolle          |
| 24 febbraio | U.S. Pro Indoor 1997 Filadelfia, Pennsylvania, USA 589 250 $ - Cemento Indoor Singolare - Doppio        | Sébastien Lareau Alex O'Brien 6-3 6-3    | Ellis Ferreira Patrick Galbraith | Sjeng Schalken Grant Stafford  | Doug Flach Jonathan Stark Byron Black Sandon Stolle          |
| 24 febbraio | Milan Indoor 1997 Milano, Italia 689 250 $ - Sintetico Singolare - Doppio                               | Goran Ivanišević 6-2 6-2                 | Sergi Bruguera                   | David Prinosil Nicolas Kiefer  | Daniel Vacek Petr Korda Karol Kučera Arnaud Boetsch          |
| 24 febbraio | Milan Indoor 1997 Milano, Italia 689 250 $ - Sintetico Singolare - Doppio                               | Pablo Albano Peter Nyborg 6-4 7-6        | David Adams Andrej Ol'chovskij   | David Prinosil Nicolas Kiefer  | Daniel Vacek Petr Korda Karol Kučera Arnaud Boetsch          |

### Marzo
| Settimana | Torneo | Vincitore                                  | Finalista                           | Semifinalisti                   | Eliminati ai quarti                                                       |
| --------- | --- | ------------------------------------------ | ----------------------------------- | ------------------------------- | ------------------------------------------------------------------------- |
| 3 marzo   | Rotterdam Open 1997 Rotterdam, Paesi Bassi 725 000 $ - Sintetico Singolare - Doppio                         | Richard Krajicek 7–6(4) 7–6(5)             | Daniel Vacek                        | Goran Ivanišević Thomas Enqvist | Petr Korda Renzo Furlan Alex Rădulescu Michael Stich                      |
| 3 marzo   | Rotterdam Open 1997 Rotterdam, Paesi Bassi 725 000 $ - Sintetico Singolare - Doppio                         | Jacco Eltingh Paul Haarhuis 7-6 6-4        | Libor Pimek Byron Talbot            | Goran Ivanišević Thomas Enqvist | Petr Korda Renzo Furlan Alex Rădulescu Michael Stich                      |
| 3 marzo   | Tennis Channel Open 1997 Scottsdale, Arizona, USA 303 000 $ -Cemento Singolare - Doppio                     | Mark Philippoussis 6-4 7–6(4)              | Richey Reneberg                     | Chris Woodruff Jonas Björkman   | Byron Black Carlos Moyá Albert Costa Jérôme Golmard                       |
| 3 marzo   | Tennis Channel Open 1997 Scottsdale, Arizona, USA 303 000 $ -Cemento Singolare - Doppio                     | Luis Lobo Javier Sánchez 6-3 6-3           | Jonas Björkman Rick Leach           | Chris Woodruff Jonas Björkman   | Byron Black Carlos Moyá Albert Costa Jérôme Golmard                       |
| 10 marzo  | Champions Cup and the Evert Cup 1997 Indian Wells, California, USA 2 050 000 $ - Cemento Singolare - Doppio | Michael Chang 4-6 6-3 6-4 6-3              | Bohdan Ulihrach                     | Jonas Björkman Thomas Muster    | Byron Black Alberto Berasategui Cédric Pioline Mark Philippoussis         |
| 10 marzo  | Champions Cup and the Evert Cup 1997 Indian Wells, California, USA 2 050 000 $ - Cemento Singolare - Doppio | Mark Knowles Daniel Nestor 7-5 6-4         | Mark Philippoussis Patrick Rafter   | Jonas Björkman Thomas Muster    | Byron Black Alberto Berasategui Cédric Pioline Mark Philippoussis         |
| 10 marzo  | Copenaghen Open 1997 Copenaghen, Danimarca 203 000 $ - Sintetico Singolare - Doppio                         | Thomas Johansson 6-4 3-6 6-2               | Martin Damm                         | Lars Burgsmüller Karol Kučera   | Tomás Carbonell Ján Krošlák Guillaume Raoux Frederik Fetterlein           |
| 10 marzo  | Copenaghen Open 1997 Copenaghen, Danimarca 203 000 $ - Sintetico Singolare - Doppio                         | Andrej Ol'chovskij Brett Steven 6-4 6-2    | Kenneth Carlsen Frederik Fetterlein | Lars Burgsmüller Karol Kučera   | Tomás Carbonell Ján Krošlák Guillaume Raoux Frederik Fetterlein           |
| 20 marzo  | Lipton Championships 1997 Miami, Florida, USA 2 450 000 $ - Cemento Singolare - Doppio                      | Thomas Muster 7–6(6) 6-3 6-1               | Sergi Bruguera                      | Pete Sampras Jim Courier        | Hendrik Dreekmann Andrij Medvedjev Goran Ivanišević Jonas Björkman        |
| 20 marzo  | Lipton Championships 1997 Miami, Florida, USA 2 450 000 $ - Cemento Singolare - Doppio                      | Todd Woodbridge Mark Woodforde 6-4 3-6 6-3 | Mark Knowles Daniel Nestor          | Pete Sampras Jim Courier        | Hendrik Dreekmann Andrij Medvedjev Goran Ivanišević Jonas Björkman        |
| 17 marzo  | St. Petersburg Open 1997 San Pietroburgo, Russia 300 000 $ - Sintetico Singolare - Doppio                   | Thomas Johansson 6-3 6-4                   | Renzo Furlan                        | Michael Stich Ján Krošlák       | Kenneth Carlsen Olivier Delaître Magnus Norman Arnaud Clément             |
| 17 marzo  | St. Petersburg Open 1997 San Pietroburgo, Russia 300 000 $ - Sintetico Singolare - Doppio                   | Andrej Ol'chovskij Brett Steven 6-4 6-3    | David Prinosil Daniel Vacek         | Michael Stich Ján Krošlák       | Kenneth Carlsen Olivier Delaître Magnus Norman Arnaud Clément             |
| 24 marzo  | Grand Prix Hassan II 1997 Casablanca, Marocco 203 000 $ - Terra Singolare - Doppio                          | Hicham Arazi 3-6 6-1 6-2                   | Franco Squillari                    | Karim Alami Gilbert Schaller    | Fernando Vicente Younes El Aynaoui Tomás Carbonell Emilio Benfele Álvarez |
| 24 marzo  | Grand Prix Hassan II 1997 Casablanca, Marocco 203 000 $ - Terra Singolare - Doppio                          | João Cunha e Silva Nuno Marques 7-6 6-2    | Karim Alami Hicham Arazi            | Karim Alami Gilbert Schaller    | Fernando Vicente Younes El Aynaoui Tomás Carbonell Emilio Benfele Álvarez |

### Aprile
| Settimana | Torneo | Vincitore                                 | Finalista                        | Semifinalisti                          | Eliminati ai quarti                                              |
| --------- | --- | ----------------------------------------- | -------------------------------- | -------------------------------------- | ---------------------------------------------------------------- |
| 7 aprile  | Hong Kong Open 1997 Hong Kong, Hong Kong 303 000 $ - Cemento Singolare - Doppio                           | Michael Chang 6-3 6-3                     | Patrick Rafter                   | Thomas Johansson Brian MacPhie         | David Prinosil Justin Gimelstob Todd Woodbridge Sébastien Lareau |
| 7 aprile  | Hong Kong Open 1997 Hong Kong, Hong Kong 303 000 $ - Cemento Singolare - Doppio                           | Martin Damm Daniel Vacek 6-3 6-4          | Karsten Braasch Jeff Tarango     | Thomas Johansson Brian MacPhie         | David Prinosil Justin Gimelstob Todd Woodbridge Sébastien Lareau |
| 7 aprile  | Estoril Open 1997 Estoril, Portogallo 600 000 $ - Terra Singolare - Doppio                                | Àlex Corretja 6-3 7-5                     | Francisco Clavet                 | Javier Sánchez Félix Mantilla          | Gilbert Schaller Fabrice Santoro Alberto Berasategui Carlos Moyá |
| 7 aprile  | Estoril Open 1997 Estoril, Portogallo 600 000 $ - Terra Singolare - Doppio                                | Gustavo Kuerten Fernando Meligeni 6-2 6-2 | Andrea Gaudenzi Filippo Messori  | Javier Sánchez Félix Mantilla          | Gilbert Schaller Fabrice Santoro Alberto Berasategui Carlos Moyá |
| 7 aprile  | Chennai Open 1997 Chennai, India 405 000 $ - Cemento Singolare - Doppio                                   | Mikael Tillström 6-4 4-6 7-5              | Alex Rădulescu                   | Andrei Pavel Gérard Solvès             | Magnus Norman Jonathan Stark MaliVai Washington Rainer Schüttler |
| 7 aprile  | Chennai Open 1997 Chennai, India 405 000 $ - Cemento Singolare - Doppio                                   | Mahesh Bhupathi Leander Paes 7-6 7-5      | Oleg Ogorodov Eyal Ran           | Andrei Pavel Gérard Solvès             | Magnus Norman Jonathan Stark MaliVai Washington Rainer Schüttler |
| 14 aprile | Torneo Godó 1997 Barcellona, Spagna 825 000 $ - Terra Singolare - Doppio                                  | Albert Costa 7-5 6-4 6-4                  | Albert Portas                    | Carlos Moyá Alberto Berasategui        | Cédric Pioline Andrij Medvedjev Karim Alami Fernando Meligeni    |
| 14 aprile | Torneo Godó 1997 Barcellona, Spagna 825 000 $ - Terra Singolare - Doppio                                  | Alberto Berasategui Jordi Burillo 7-6 7-6 | Pablo Albano Àlex Corretja       | Carlos Moyá Alberto Berasategui        | Cédric Pioline Andrij Medvedjev Karim Alami Fernando Meligeni    |
| 14 aprile | Japan Open Tennis Championships 1997 Tokyo, Giappone 935 000 $ - Cemento Singolare - Doppio               | Richard Krajicek 6-2 3-6 6-1              | Lionel Roux                      | Patrick Rafter Thomas Johansson        | David Prinosil Todd Woodbridge Mark Woodforde Martin Damm        |
| 14 aprile | Japan Open Tennis Championships 1997 Tokyo, Giappone 935 000 $ - Cemento Singolare - Doppio               | Martin Damm Daniel Vacek 3-6 7-6 7-6      | Justin Gimelstob Patrick Rafter  | Patrick Rafter Thomas Johansson        | David Prinosil Todd Woodbridge Mark Woodforde Martin Damm        |
| 21 aprile | Monte Carlo Open 1997 Monaco 2 050 000 $ - Terra Singolare - Doppio                                       | Marcelo Ríos 6-4 6-3 6-3                  | Àlex Corretja                    | Carlos Moyá Fabrice Santoro            | Magnus Larsson Richard Krajicek Christian Ruud Carlos Costa      |
| 21 aprile | Monte Carlo Open 1997 Monaco 2 050 000 $ - Terra Singolare - Doppio                                       | Donald Johnson Francisco Montana 6-4 6-4  | Jacco Eltingh Paul Haarhuis      | Carlos Moyá Fabrice Santoro            | Magnus Larsson Richard Krajicek Christian Ruud Carlos Costa      |
| 21 aprile | U.S. Men's Clay Court Championships 1997 Orlando, Florida 264 250 $ - Terra Singolare - Doppio            | Michael Chang 4-6 6-2 6-1                 | Grant Stafford                   | Jason Stoltenberg Chris Woodruff       | Byron Black Marcelo Filippini Alex O'Brien Fernando Meligeni     |
| 21 aprile | U.S. Men's Clay Court Championships 1997 Orlando, Florida 264 250 $ - Terra Singolare - Doppio            | Mark Merklein Vince Spadea 6-4 4-6 6-4    | Alex O'Brien Jeff Salzenstein    | Jason Stoltenberg Chris Woodruff       | Byron Black Marcelo Filippini Alex O'Brien Fernando Meligeni     |
| 28 aprile | ATP Praga 1997 Praga, Repubblica Ceca 340 000 $ - Terra Singolare - Doppio                                | Cédric Pioline 6-2 5-7 7–6(4)             | Bohdan Ulihrach                  | Emilio Benfele Álvarez Fabrice Santoro | Marcello Craca Richard Fromberg Albert Portas Marcelo Ríos       |
| 28 aprile | ATP Praga 1997 Praga, Repubblica Ceca 340 000 $ - Terra Singolare - Doppio                                | Mahesh Bhupathi Leander Paes 6-1 6-1      | Petr Luxa David Škoch            | Emilio Benfele Álvarez Fabrice Santoro | Marcello Craca Richard Fromberg Albert Portas Marcelo Ríos       |
| 28 aprile | Verizon Tennis Challenge 1997 Atlanta, Georgia, USA 303 000 $ - Terra Singolare - Doppio                  | Marcelo Filippini 7–6(2) 6-4              | Jason Stoltenberg                | Magnus Norman Chris Woodruff           | Fernando Meligeni Petr Korda Gilbert Schaller Sandon Stolle      |
| 28 aprile | Verizon Tennis Challenge 1997 Atlanta, Georgia, USA 303 000 $ - Terra Singolare - Doppio                  | Jonas Björkman Nicklas Kulti 6-2 7-6      | Scott Davis Kelly Jones          | Magnus Norman Chris Woodruff           | Fernando Meligeni Petr Korda Gilbert Schaller Sandon Stolle      |
| 28 aprile | Internazionali di Tennis di Baviera 1997 Monaco di Baviera, Germania 400 000 $ - Terra Singolare - Doppio | Mark Philippoussis 4-6 6-2 6-1            | Àlex Corretja                    | Sláva Doseděl Marc Rosset              | Andrea Gaudenzi Frederik Fetterlein Martin Sinner Carlos Moyá    |
| 28 aprile | Internazionali di Tennis di Baviera 1997 Monaco di Baviera, Germania 400 000 $ - Terra Singolare - Doppio | Pablo Albano Àlex Corretja 3-6 7-5 6-2    | Karsten Braasch Jens Knippschild | Sláva Doseděl Marc Rosset              | Andrea Gaudenzi Frederik Fetterlein Martin Sinner Carlos Moyá    |

### Maggio
| Settimana | Torneo | Vincitore                                    | Finalista                      | Semifinalisti                        | Eliminati ai quarti                                          |
| --------- | --- | -------------------------------------------- | ------------------------------ | ------------------------------------ | ------------------------------------------------------------ |
| 5 maggio  | International Tennis Championships 1997 Coral Springs, Florida, USA 245 000 $ - Cemento Singolare - Doppio | Jason Stoltenberg 6-0 2-6 7-5                | Jonas Björkman                 | Steve Campbell Johan Van Herck       | Juan Albert Viloca Sargis Sargsian David Witt Mark Woodforde |
| 5 maggio  | International Tennis Championships 1997 Coral Springs, Florida, USA 245 000 $ - Cemento Singolare - Doppio | Dave Randall Greg Van Emburgh 6-7 6-2 7-6    | Luke Jensen Murphy Jensen      | Steve Campbell Johan Van Herck       | Juan Albert Viloca Sargis Sargsian David Witt Mark Woodforde |
| 5 maggio  | ATP German Open 1997 Germania 2 050 000 $ - Terra Singolare - Doppio                                       | Andrij Medvedjev 6-0 6-4 6-2                 | Félix Mantilla                 | Tommy Haas Evgenij Kafel'nikov       | Hicham Arazi Alberto Berasategui Sergi Bruguera Albert Costa |
| 5 maggio  | ATP German Open 1997 Germania 2 050 000 $ - Terra Singolare - Doppio                                       | Luis Lobo Javier Sánchez 6-2 3-6 6-4         | Neil Broad Piet Norval         | Tommy Haas Evgenij Kafel'nikov       | Hicham Arazi Alberto Berasategui Sergi Bruguera Albert Costa |
| 12 maggio | Internazionali d'Italia 1997 Italia 2 050 000 $ - Terra Singolare - Doppio                                 | Àlex Corretja 7-5 7-5 6-3                    | Marcelo Ríos                   | Alberto Berasategui Goran Ivanišević | Jim Courier Marc-Kevin Goellner Scott Draper Karim Alami     |
| 12 maggio | Internazionali d'Italia 1997 Italia 2 050 000 $ - Terra Singolare - Doppio                                 | Mark Knowles Daniel Nestor 6-3 4-6 7-5       | Byron Black Alex O'Brien       | Alberto Berasategui Goran Ivanišević | Jim Courier Marc-Kevin Goellner Scott Draper Karim Alami     |
| 19 maggio | ATP St. Pölten 1997 Sankt Pölten, Austria 400 000 $ - Terra Singolare - Doppio                             | Marcelo Filippini 7–6(2) 6-2                 | Patrick Rafter                 | Magnus Norman Dominik Hrbatý         | Thomas Muster Sjeng Schalken Tomas Nydahl Karim Alami        |
| 19 maggio | ATP St. Pölten 1997 Sankt Pölten, Austria 400 000 $ - Terra Singolare - Doppio                             | Kelly Jones Scott Melvile 6-2 7-6            | Luke Jensen Murphy Jensen      | Magnus Norman Dominik Hrbatý         | Thomas Muster Sjeng Schalken Tomas Nydahl Karim Alami        |
| 26 maggio | Open di Francia 1997 Parigi, Francia Grande Slam 5 544 184 $ - Terra Singolare - Doppio - Doppio misto     | Gustavo Kuerten 6-3 6-4 6-2                  | Sergi Bruguera                 | Filip Dewulf Patrick Rafter          | Magnus Norman Evgenij Kafel'nikov Galo Blanco Hicham Arazi   |
| 26 maggio | Open di Francia 1997 Parigi, Francia Grande Slam 5 544 184 $ - Terra Singolare - Doppio - Doppio misto     | Evgenij Kafel'nikov Daniel Vacek 7-6 4-6 6-3 | Todd Woodbridge Mark Woodforde | Filip Dewulf Patrick Rafter          | Magnus Norman Evgenij Kafel'nikov Galo Blanco Hicham Arazi   |

### Giugno
| Settimana | Torneo                                                                                                   | Vincitore                                            | Finalista                         | Semifinalisti                 | Eliminati ai quarti                                               |
| --------- | --- | ---------------------------------------------------- | --------------------------------- | ----------------------------- | ----------------------------------------------------------------- |
| 9 giugno  | Halle Open 1997 Halle, Germania 875 000 $ - Erba Singolare - Doppio                                      | Evgenij Kafel'nikov 7–6(2) 6(5)–7 7–6(7)             | Petr Korda                        | Boris Becker Paul Haarhuis    | Michael Stich Jeff Tarango Richey Reneberg Thomas Muster          |
| 9 giugno  | Halle Open 1997 Halle, Germania 875 000 $ - Erba Singolare - Doppio                                      | Karsten Braasch Michael Stich 7-6 6-3                | David Adams Marius Barnard        | Boris Becker Paul Haarhuis    | Michael Stich Jeff Tarango Richey Reneberg Thomas Muster          |
| 9 giugno  | Queen's Club Championships 1997 Londra, Gran Bretagna 675 000 $ - Erba Singolare - Doppio                | Mark Philippoussis 7-5 6-3                           | Goran Ivanišević                  | Jonas Björkman Greg Rusedski  | Pete Sampras Jens Knippschild Jérôme Golmard Patrick Rafter       |
| 9 giugno  | Queen's Club Championships 1997 Londra, Gran Bretagna 675 000 $ - Erba Singolare - Doppio                | Mark Philippoussis Patrick Rafter 6-4 7-5            | Sandon Stolle Cyril Suk           | Jonas Björkman Greg Rusedski  | Pete Sampras Jens Knippschild Jérôme Golmard Patrick Rafter       |
| 9 giugno  | ATP Bologna Outdoor 1997 Bologna, Italia 303 000 $ - Terra Singolare - Doppio                            | Félix Mantilla 4-6 6-2 6-1                           | Gustavo Kuerten                   | Marzio Martelli Karim Alami   | Alberto Berasategui Hicham Arazi Andrea Gaudenzi Nicolás Lapentti |
| 9 giugno  | ATP Bologna Outdoor 1997 Bologna, Italia 303 000 $ - Terra Singolare - Doppio                            | Gustavo Kuerten Fernando Meligeni 6-2 7-5            | Dave Randall Jack Waite           | Marzio Martelli Karim Alami   | Alberto Berasategui Hicham Arazi Andrea Gaudenzi Nicolás Lapentti |
| 16 giugno | Nottingham Open 1997 Nottingham, Gran Bretagna 303 000 $ - Erba Singolare - Doppio                       | Greg Rusedski 6-4 7-5                                | Karol Kučera                      | Tim Henman Sandon Stolle      | Scott Draper Grant Stafford Jason Stoltenberg Alex O'Brien        |
| 16 giugno | Nottingham Open 1997 Nottingham, Gran Bretagna 303 000 $ - Erba Singolare - Doppio                       | Ellis Ferreira Patrick Galbraith 4-6 7-6 7-6         | Danny Sapsford Chris Wilkinson    | Tim Henman Sandon Stolle      | Scott Draper Grant Stafford Jason Stoltenberg Alex O'Brien        |
| 16 giugno | Ordina Open 1997 Rosmalen, Paesi Bassi 475 000 $ - Erba Singolare - Doppio                               | Richard Krajicek 6-4 7–6(7)                          | Guillaume Raoux                   | Michael Chang Jonas Björkman  | Francisco Clavet Martin Damm Fernon Wibier Sjeng Schalken         |
| 16 giugno | Ordina Open 1997 Rosmalen, Paesi Bassi 475 000 $ - Erba Singolare - Doppio                               | Jacco Eltingh Paul Haarhuis 6-4 7-5                  | Trevor Kronemann David Macpherson | Michael Chang Jonas Björkman  | Francisco Clavet Martin Damm Fernon Wibier Sjeng Schalken         |
| 23 giugno | Torneo di Wimbledon 1997 Londra, Gran Bretagna Grande Slam 5 445 815 $ - Erba Singolare - Doppio - Misto | Pete Sampras 6-4 6-2 6-4                             | Cédric Pioline                    | Todd Woodbridge Michael Stich | Boris Becker Nicolas Kiefer Tim Henman Greg Rusedski              |
| 23 giugno | Torneo di Wimbledon 1997 Londra, Gran Bretagna Grande Slam 5 445 815 $ - Erba Singolare - Doppio - Misto | Todd Woodbridge Mark Woodforde 7–6(4) 7–6(7) 5-7 6-3 | Jacco Eltingh Paul Haarhuis       | Todd Woodbridge Michael Stich | Boris Becker Nicolas Kiefer Tim Henman Greg Rusedski              |

### Luglio
| Settimana | Torneo                                                                                                | Vincitore                                     | Finalista                            | Semifinalisti                     | Eliminati ai quarti                                                   |
| --------- | --- | --------------------------------------------- | ------------------------------------ | --------------------------------- | --------------------------------------------------------------------- |
| 7 luglio  | Swiss Open Gstaad 1997 Gstaad, Svizzera 525 000 $ - Terra Singolare - Doppio                          | Félix Mantilla 6-1 6-4 6-4                    | Juan Albert Viloca                   | Wayne Ferreira Àlex Corretja      | Marc Rosset Javier Sánchez Nicolas Kiefer Alberto Berasategui         |
| 7 luglio  | Swiss Open Gstaad 1997 Gstaad, Svizzera 525 000 $ - Terra Singolare - Doppio                          | Evgenij Kafel'nikov Daniel Vacek 4-6 7-6 6-3  | Trevor Kronemann David Macpherson    | Wayne Ferreira Àlex Corretja      | Marc Rosset Javier Sánchez Nicolas Kiefer Alberto Berasategui         |
| 7 luglio  | Hall of Fame Tennis Championships 1997 Newport, Rhode Island, USA 255 000 $ - Erba Singolare - Doppio | Sargis Sargsian 7-6(0) 4-6 7-5                | Brett Steven                         | Leander Paes Grant Stafford       | Alex Rădulescu Sandon Stolle David Wheaton Mark Woodforde             |
| 7 luglio  | Hall of Fame Tennis Championships 1997 Newport, Rhode Island, USA 255 000 $ - Erba Singolare - Doppio | Justin Gimelstob Brett Steven 6-3 6-4         | Kent Kinnear Aleksandar Kitinov      | Leander Paes Grant Stafford       | Alex Rădulescu Sandon Stolle David Wheaton Mark Woodforde             |
| 7 luglio  | Swedish Open 1997 Båstad, Svezia 303 000 $ - Terra Singolare - Doppio                                 | Magnus Norman 7-5 6-2                         | Juan Antonio Marín                   | Carlos Costa Karol Kučera         | Patrik Fredriksson Jeff Tarango Magnus Larsson Tomas Nydahl           |
| 7 luglio  | Swedish Open 1997 Båstad, Svezia 303 000 $ - Terra Singolare - Doppio                                 | Nicklas Kulti Mikael Tillström 6-0 6-3        | Magnus Gustafsson Magnus Larsson     | Carlos Costa Karol Kučera         | Patrik Fredriksson Jeff Tarango Magnus Larsson Tomas Nydahl           |
| 14 luglio | Mercedes Cup 1997 Stoccarda, Germania 915 000 $ - Terra Singolare - Doppio                            | Àlex Corretja 6-2 7-5                         | Karol Kučera                         | Albert Portas Albert Costa        | Félix Mantilla Sergi Bruguera Alberto Berasategui Evgenij Kafel'nikov |
| 14 luglio | Mercedes Cup 1997 Stoccarda, Germania 915 000 $ - Terra Singolare - Doppio                            | Gustavo Kuerten Fernando Meligeni 6-3 6-7 6-1 | Donald Johnson Francisco Montana     | Albert Portas Albert Costa        | Félix Mantilla Sergi Bruguera Alberto Berasategui Evgenij Kafel'nikov |
| 14 luglio | Washington Open 1997 Washington, USA 550 000 $ - Cemento Singolare - Doppio                           | Michael Chang 5-7 6-2 6-1                     | Petr Korda                           | Brett Steven David Wheaton        | Scott Draper Rainer Schüttler Vince Spadea Tommy Haas                 |
| 14 luglio | Washington Open 1997 Washington, USA 550 000 $ - Cemento Singolare - Doppio                           | Luke Jensen Murphy Jensen 6-4 6-4             | Neville Godwin Fernon Wibier         | Brett Steven David Wheaton        | Scott Draper Rainer Schüttler Vince Spadea Tommy Haas                 |
| 21 luglio | Countrywide Classic 1997 Los Angeles, California, USA 303 000 $ - Cemento Singolare - Doppio          | Jim Courier 6-4 6-4                           | Thomas Enqvist                       | Goran Ivanišević Guillaume Raoux  | Byron Black Richard Krajicek Mark Philippoussis Kenneth Carlsen       |
| 21 luglio | Countrywide Classic 1997 Los Angeles, California, USA 303 000 $ - Cemento Singolare - Doppio          | Sébastien Lareau Alex O'Brien 7-6 6-4         | Mahesh Bhupathi Rick Leach           | Goran Ivanišević Guillaume Raoux  | Byron Black Richard Krajicek Mark Philippoussis Kenneth Carlsen       |
| 21 luglio | Croatia Open Umag 1997 Umago, Croazia 375 000 $ - Terra Singolare - Doppio                            | Félix Mantilla 6-3 7-5                        | Sergi Bruguera                       | Alberto Martín Carlos Moyá        | Paul Haarhuis Javier Sánchez Dominik Hrbatý Albert Portas             |
| 21 luglio | Croatia Open Umag 1997 Umago, Croazia 375 000 $ - Terra Singolare - Doppio                            | Dinu Pescariu Davide Sanguinetti 7-6 6-4      | Dominik Hrbatý Karol Kučera          | Alberto Martín Carlos Moyá        | Paul Haarhuis Javier Sánchez Dominik Hrbatý Albert Portas             |
| 21 luglio | Austrian Open 1997 Kitzbühel, Austria 500 000 $ - Terra Singolare - Doppio                            | Filip Dewulf 7–6(2) 6-4 6-1                   | Julián Alonso                        | Sláva Doseděl Galo Blanco         | Marcelo Filippini Hernán Gumy Stefan Koubek Evgenij Kafel'nikov       |
| 21 luglio | Austrian Open 1997 Kitzbühel, Austria 500 000 $ - Terra Singolare - Doppio                            | Wayne Arthurs Richard Fromberg 6-3 7-6        | Thomas Buchmayer Thomas Strengberger | Sláva Doseděl Galo Blanco         | Marcelo Filippini Hernán Gumy Stefan Koubek Evgenij Kafel'nikov       |
| 28 luglio | Dutch Open 1997 Amsterdam, Paesi Bassi 475 000 $ - Terra Singolare - Doppio                           | Sláva Doseděl 7–6(4) 7–6(5) 6(4)–7 6-2        | Carlos Moyá                          | Magnus Norman Marcelo Filippini   | Francisco Clavet Christian Ruud Javier Sánchez John van Lottum        |
| 28 luglio | Dutch Open 1997 Amsterdam, Paesi Bassi 475 000 $ - Terra Singolare - Doppio                           | Paul Kilderry Nicolás Lapentti 3-6 7-5 7-6    | Andrew Kratzmann Libor Pimek         | Magnus Norman Marcelo Filippini   | Francisco Clavet Christian Ruud Javier Sánchez John van Lottum        |
| 28 luglio | Canada Open 1997 Montréal, Canada 2 050 000 $ - Cemento Singolare - Doppio                            | Chris Woodruff 7-5 4-6 6-3                    | Gustavo Kuerten                      | Michael Chang Evgenij Kafel'nikov | Richard Krajicek Fabrice Santoro Thomas Enqvist Mark Philippoussis    |
| 28 luglio | Canada Open 1997 Montréal, Canada 2 050 000 $ - Cemento Singolare - Doppio                            | Mahesh Bhupathi Leander Paes 4-6 6-3 6-4      | Sébastien Lareau Alex O'Brien        | Michael Chang Evgenij Kafel'nikov | Richard Krajicek Fabrice Santoro Thomas Enqvist Mark Philippoussis    |

### Agosto
| Settimana | Torneo                                                                                                   | Vincitore                                | Finalista                         | Semifinalisti                 | Eliminati ai quarti                                                |
| --------- | --- | ---------------------------------------- | --------------------------------- | ----------------------------- | ------------------------------------------------------------------ |
| 4 agosto  | Cincinnati Open 1997 Cincinnati, Ohio, USA 2 050 000 $ - Cemento Singolare - Doppio                      | Pete Sampras 6-3 6-4                     | Thomas Muster                     | Albert Costa Michael Chang    | Evgenij Kafel'nikov Sergi Bruguera Jan Siemerink Gustavo Kuerten   |
| 4 agosto  | Cincinnati Open 1997 Cincinnati, Ohio, USA 2 050 000 $ - Cemento Singolare - Doppio                      | Todd Woodbridge Mark Woodforde 6-4 6-2   | Mark Philippoussis Patrick Rafter | Albert Costa Michael Chang    | Evgenij Kafel'nikov Sergi Bruguera Jan Siemerink Gustavo Kuerten   |
| 4 agosto  | Internazionali di Tennis di San Marino 1997 San Marino, San Marino 275 000 $ - Terra Singolare - Doppio  | Félix Mantilla 6-4 6-1                   | Magnus Gustafsson                 | Dominik Hrbatý Carlos Costa   | Christian Ruud Adrian Voinea Javier Sánchez Andrei Pavel           |
| 4 agosto  | Internazionali di Tennis di San Marino 1997 San Marino, San Marino 275 000 $ - Terra Singolare - Doppio  | Cristian Brandi Filippo Messori 7-5 6-4  | Brandon Coupe David Roditi        | Dominik Hrbatý Carlos Costa   | Christian Ruud Adrian Voinea Javier Sánchez Andrei Pavel           |
| 11 agosto | Indianapolis Tennis Championships 1997 Indianapolis, Indiana, USA 915 000 $ - Cemento Singolare - Doppio | Jonas Björkman 6-3 7–6(3)                | Carlos Moyá                       | Wayne Ferreira Mark Woodforde | Magnus Larsson Jiří Novák Andre Agassi Tommy Ho                    |
| 11 agosto | Indianapolis Tennis Championships 1997 Indianapolis, Indiana, USA 915 000 $ - Cemento Singolare - Doppio | Michael Tebbutt Mikael Tillström 7-6 7-5 | Jonas Björkman Nicklas Kulti      | Wayne Ferreira Mark Woodforde | Magnus Larsson Jiří Novák Andre Agassi Tommy Ho                    |
| 11 agosto | ATP Volvo International 1997 New Haven, CT, USA 915 000 $ - Cemento Singolare - Doppio                   | Evgenij Kafel'nikov 7–6(4) 6-4           | Patrick Rafter                    | Petr Korda Greg Rusedski      | Tim Henman David Wheaton Richard Krajicek Sergi Bruguera           |
| 11 agosto | ATP Volvo International 1997 New Haven, CT, USA 915 000 $ - Cemento Singolare - Doppio                   | Mahesh Bhupathi Leander Paes 6-3 7-5     | Sébastien Lareau Alex O'Brien     | Petr Korda Greg Rusedski      | Tim Henman David Wheaton Richard Krajicek Sergi Bruguera           |
| 18 agosto | Waldbaum's Hamlet Cup 1997 Long Island, New York, USA 303 000 $ - Cemento Singolare - Doppio             | Carlos Moyá 6-4 7-6(1)                   | Patrick Rafter                    | Thomas Enqvist Julián Alonso  | Michael Chang Richey Reneberg Marc-Kevin Goellner Goran Ivanišević |
| 18 agosto | Waldbaum's Hamlet Cup 1997 Long Island, New York, USA 303 000 $ - Cemento Singolare - Doppio             | Marcos Ondruska David Prinosil 6-4 6-4   | Mark Keil T. J. Middleton         | Thomas Enqvist Julián Alonso  | Michael Chang Richey Reneberg Marc-Kevin Goellner Goran Ivanišević |
| 18 agosto | U.S. Pro Tennis Championships 1997 Boston, MA, USA 303 000 $ - Cemento Singolare - Doppio                | Sjeng Schalken 7-5 6-3                   | Marcelo Ríos                      | Albert Costa Jeff Tarango     | Àlex Corretja Johan Van Herck Greg Rusedski Hernán Gumy            |
| 18 agosto | U.S. Pro Tennis Championships 1997 Boston, MA, USA 303 000 $ - Cemento Singolare - Doppio                | Jacco Eltingh Paul Haarhuis 6-4 6-2      | Dave Randall Jack Waite           | Albert Costa Jeff Tarango     | Àlex Corretja Johan Van Herck Greg Rusedski Hernán Gumy            |
| 25 agosto | US Open 1997 New York, USA Grand Slam 5 152 000 $ - Cemento Singolare - Doppio - Doppio misto            | Patrick Rafter 6-3 6-2 4-6 7-5           | Greg Rusedski                     | Jonas Björkman Michael Chang  | Petr Korda Richard Krajicek Magnus Larsson Marcelo Ríos            |
| 25 agosto | US Open 1997 New York, USA Grand Slam 5 152 000 $ - Cemento Singolare - Doppio - Doppio misto            | Evgenij Kafel'nikov Daniel Vacek 7-6 6-3 | Jonas Björkman Nicklas Kulti      | Jonas Björkman Michael Chang  | Petr Korda Richard Krajicek Magnus Larsson Marcelo Ríos            |

### Settembre
| Settimana    | Torneo | Vincitore                                    | Finalista                         | Semifinalisti                        | Eliminati ai quarti                                             |
| ------------ | --- | -------------------------------------------- | --------------------------------- | ------------------------------------ | --------------------------------------------------------------- |
| 8 settembre  | Marbella Open 1997 Marbella, Spagna 303 000 $ - Terra rossa Singolare - Doppio                                     | Albert Costa 6-3 6-2                         | Alberto Berasategui               | Galo Blanco Dominik Hrbatý           | Andrea Gaudenzi Francisco Roig Karim Alami Julián Alonso        |
| 8 settembre  | Marbella Open 1997 Marbella, Spagna 303 000 $ - Terra rossa Singolare - Doppio                                     | Karim Alami Julián Alonso 4-6 6-3 6-0        | Alberto Berasategui Jordi Burillo | Galo Blanco Dominik Hrbatý           | Andrea Gaudenzi Francisco Roig Karim Alami Julián Alonso        |
| 8 settembre  | Brighton International 1997 Bournemouth, Gran Bretagna 375 000 $ - Terra rossa - 32S/29Q/16D/4Q Singolare - Doppio | Félix Mantilla 6-2 6-2                       | Carlos Moyá                       | Greg Rusedski Marcos Ondruska        | Davide Scala Lucas Arnold Ker Jacobo Díaz Christophe Van Garsse |
| 8 settembre  | Brighton International 1997 Bournemouth, Gran Bretagna 375 000 $ - Terra rossa - 32S/29Q/16D/4Q Singolare - Doppio | Kent Kinnear Aleksandar Kitinov 7-6 6-2      | Alberto Martín Chris Wilkinson    | Greg Rusedski Marcos Ondruska        | Davide Scala Lucas Arnold Ker Jacobo Díaz Christophe Van Garsse |
| 8 settembre  | Tashkent Open 1997 Tashkent, Uzbekistan 328 000 $ - Cemento - 32S/27Q/16D/4Q Singolare - Doppio                    | Tim Henman 7–6(2) 6-4                        | Marc Rosset                       | Evgenij Kafel'nikov Francisco Clavet | Andrej Stoljarov Hicham Arazi Javier Sánchez Vince Spadea       |
| 8 settembre  | Tashkent Open 1997 Tashkent, Uzbekistan 328 000 $ - Cemento - 32S/27Q/16D/4Q Singolare - Doppio                    | Vincenzo Santopadre Vince Spadea 6-4 6-7 6-0 | Hicham Arazi Eyal Ran             | Evgenij Kafel'nikov Francisco Clavet | Andrej Stoljarov Hicham Arazi Javier Sánchez Vince Spadea       |
| 22 settembre | Grand Prix de Tennis de Toulouse 1997 Tolosa, Francia 375 000 $ - Cemento (i) - 32S/32Q/16D/4Q Singolare - Doppio  | Nicolas Kiefer 7-5 5-7 6-4                   | Mark Philippoussis                | Vince Spadea Alex Rădulescu          | Justin Gimelstob Arnaud Clément Tommy Haas Guillaume Raoux      |
| 22 settembre | Grand Prix de Tennis de Toulouse 1997 Tolosa, Francia 375 000 $ - Cemento (i) - 32S/32Q/16D/4Q Singolare - Doppio  | Jacco Eltingh Paul Haarhuis 6-3 7-6          | Jean-Philippe Fleurian Maks Mirny | Vince Spadea Alex Rădulescu          | Justin Gimelstob Arnaud Clément Tommy Haas Guillaume Raoux      |
| 22 settembre | Romanian Open 1997 Bucarest, Romania 475 000 $ - Terra rossa - 32S/32Q/16D/4Q Singolare - Doppio                   | Richard Fromberg 6-1 7–6(2)                  | Andrea Gaudenzi                   | Marc-Kevin Goellner Francisco Clavet | Carlos Costa Nicolás Lapentti Albert Portas Javier Sánchez      |
| 22 settembre | Romanian Open 1997 Bucarest, Romania 475 000 $ - Terra rossa - 32S/32Q/16D/4Q Singolare - Doppio                   | Luis Lobo Javier Sánchez 7-5 7-5             | Hendrik Jan Davids Daniel Orsanic | Marc-Kevin Goellner Francisco Clavet | Carlos Costa Nicolás Lapentti Albert Portas Javier Sánchez      |
| 29 settembre | China Open 1997 Pechino, Cina 303 000 $ - Cemento - 32S/32Q/16D/4Q Singolare - Doppio                              | Jim Courier 7–6(10) 3-6 6-3                  | Magnus Gustafsson                 | Thomas Johansson Kenneth Carlsen     | Ján Krošlák Gianluca Pozzi Byron Black Alex O'Brien             |
| 29 settembre | China Open 1997 Pechino, Cina 303 000 $ - Cemento - 32S/32Q/16D/4Q Singolare - Doppio                              | Mahesh Bhupathi Leander Paes 7-5 7-6         | Jim Courier Alex O'Brien          | Thomas Johansson Kenneth Carlsen     | Ján Krošlák Gianluca Pozzi Byron Black Alex O'Brien             |
| 29 settembre | Swiss Indoors 1997 Basilea, Svizzera 975 000 $ - Cemento - 32S/32Q/16D/4Q Singolare - Doppio                       | Greg Rusedski 6-3 7–6(6) 7–6(3)              | Mark Philippoussis                | Tim Henman Petr Korda                | Evgenij Kafel'nikov Magnus Norman Thomas Enqvist Lionel Roux    |
| 29 settembre | Swiss Indoors 1997 Basilea, Svizzera 975 000 $ - Cemento - 32S/32Q/16D/4Q Singolare - Doppio                       | Tim Henman Marc Rosset 7-6 6-7 7-6           | Karsten Braasch Jim Grabb         | Tim Henman Petr Korda                | Evgenij Kafel'nikov Magnus Norman Thomas Enqvist Lionel Roux    |
| 29 settembre | Campionati Internazionali di Sicilia 1997 Palermo, Italia 303 000 $ Terra Singolare - Doppio                       | Alberto Berasategui 6-4 6-2                  | Dominik Hrbatý                    | Àlex Corretja Javier Sánchez         | Francisco Clavet Albert Portas Marcelo Filippini Karim Alami    |
| 29 settembre | Campionati Internazionali di Sicilia 1997 Palermo, Italia 303 000 $ Terra Singolare - Doppio                       | Andrew Kratzmann Libor Pimek 3-6 6-3 7-6     | Hendrik Jan Davids Daniel Orsanic | Àlex Corretja Javier Sánchez         | Francisco Clavet Albert Portas Marcelo Filippini Karim Alami    |
| 29 settembre | Grand Slam Cup 1997 Monaco, Germania Torneo di fine anno (ITF) $6 000 000 - Sintetico (i) - 16S Singolare          | Pete Sampras 6-2 6-4 7-5                     | Patrick Rafter                    | Petr Korda Greg Rusedski             | Marcelo Ríos Cédric Pioline Evgenij Kafel'nikov Jonas Björkman  |

### Ottobre
| Settimana  | Torneo | Vincitore                                    | Finalista                          | Semifinalisti                          | Eliminati ai quarti                                                 |
| ---------- | --- | -------------------------------------------- | ---------------------------------- | -------------------------------------- | ------------------------------------------------------------------- |
| 6 ottobre  | Singapore Open 1997 Singapore, Singapore 550 000 $ - Sintetico - 32S/16Q/16D/4Q Singolare - Doppio                             | Magnus Gustafsson 4-6 6-3 6-3                | Nicolas Kiefer                     | Thomas Johansson Mikael Tillström      | Jonathan Stark Jim Courier Martin Damm Marcelo Ríos                 |
| 6 ottobre  | Singapore Open 1997 Singapore, Singapore 550 000 $ - Sintetico - 32S/16Q/16D/4Q Singolare - Doppio                             | Mahesh Bhupathi Leander Paes 6-4 6-4         | Rick Leach Jonathan Stark          | Thomas Johansson Mikael Tillström      | Jonathan Stark Jim Courier Martin Damm Marcelo Ríos                 |
| 6 ottobre  | Vienna Open 1997 Vienna, Austria 675 000 $ - Sintetico - 32S/16Q/16D/4Q Singolare - Doppio                                     | Goran Ivanišević 3-6 6(4)–7 7–6(4) 6-2 6-3   | Greg Rusedski                      | Tim Henman Richard Krajicek            | Karol Kučera Todd Martin Bohdan Ulihrach Magnus Larsson             |
| 6 ottobre  | Vienna Open 1997 Vienna, Austria 675 000 $ - Sintetico - 32S/16Q/16D/4Q Singolare - Doppio                                     | Ellis Ferreira Patrick Galbraith 6-3 6-4     | Marc-Kevin Goellner David Prinosil | Tim Henman Richard Krajicek            | Karol Kučera Todd Martin Bohdan Ulihrach Magnus Larsson             |
| 13 ottobre | Ostrava Open 1997 Ostrava, Repubblica Ceca 975 000 $ - Sintetico Singolare - Doppio                                            | Karol Kučera 6-2 ritiro                      | Magnus Norman                      | Goran Ivanišević Thomas Muster         | Jiří Novák Bohdan Ulihrach Diego Nargiso Sergi Bruguera             |
| 13 ottobre | Ostrava Open 1997 Ostrava, Repubblica Ceca 975 000 $ - Sintetico Singolare - Doppio                                            | Jiří Novak David Rikl 6-2 6-4                | Donald Johnson Francisco Montana   | Goran Ivanišević Thomas Muster         | Jiří Novák Bohdan Ulihrach Diego Nargiso Sergi Bruguera             |
| 13 ottobre | Grand Prix de Tennis de Lyon 1997 Lione, Francia 725 000 $ - Sintetico (i) - 48S/19Q/16D/4Q Singolare - Doppio                 | Fabrice Santoro 6-4 6-4                      | Tommy Haas                         | Mark Philippoussis Evgenij Kafel'nikov | Cédric Pioline Félix Mantilla Thomas Enqvist Marc-Kevin Goellner    |
| 13 ottobre | Grand Prix de Tennis de Lyon 1997 Lione, Francia 725 000 $ - Sintetico (i) - 48S/19Q/16D/4Q Singolare - Doppio                 | Ellis Ferreira Patrick Galbraith 3-6 6-2 6-4 | Olivier Delaître Fabrice Santoro   | Mark Philippoussis Evgenij Kafel'nikov | Cédric Pioline Félix Mantilla Thomas Enqvist Marc-Kevin Goellner    |
| 20 ottobre | Stuttgart Super 9 1997 Stoccarda, Germania 2 050 000 $ Tennis Masters Series - Cemento (i) - 48S/24Q/24D/4Q Singolare - Doppio | Petr Korda 7–6(6) 6-2 6-4                    | Richard Krajicek                   | Jonas Björkman Patrick Rafter          | Magnus Larsson Nicolas Kiefer Todd Martin Marcelo Ríos              |
| 20 ottobre | Stuttgart Super 9 1997 Stoccarda, Germania 2 050 000 $ Tennis Masters Series - Cemento (i) - 48S/24Q/24D/4Q Singolare - Doppio | Todd Woodbridge Mark Woodforde 7-6 7-6       | Rick Leach Jonathan Stark          | Jonas Björkman Patrick Rafter          | Magnus Larsson Nicolas Kiefer Todd Martin Marcelo Ríos              |
| 20 ottobre | Abierto Mexicano de Tenis 1997 Città del Messico, Messico 305 000 $ - Terra Singolare - Doppio                                 | Francisco Clavet 6-4 7–6(7)                  | Juan Albert Viloca                 | Nicolás Lapentti Fernando Meligeni     | André Sá Emilio Benfele Álvarez Lucas Arnold Ker Juan Antonio Marín |
| 20 ottobre | Abierto Mexicano de Tenis 1997 Città del Messico, Messico 305 000 $ - Terra Singolare - Doppio                                 | Nicolás Lapentti Daniel Orsanic 4-6 6-3 7-6  | Luis Herrera Mariano Sánchez       | Nicolás Lapentti Fernando Meligeni     | André Sá Emilio Benfele Álvarez Lucas Arnold Ker Juan Antonio Marín |
| 27 ottobre | Cerveza Club Colombia Open 1997 Bogotà, Colombia 303 000 $ - Terra Singolare - Doppio                                          | Francisco Clavet 6-3 6-3                     | Nicolás Lapentti                   | Davide Sanguinetti Vince Spadea        | Emilio Benfele Álvarez Jordi Burillo Carlos Costa Fernando Meligeni |
| 27 ottobre | Cerveza Club Colombia Open 1997 Bogotà, Colombia 303 000 $ - Terra Singolare - Doppio                                          | Luis Lobo Fernando Meligeni 6-1 6-3          | Karim Alami Maurice Ruah           | Davide Sanguinetti Vince Spadea        | Emilio Benfele Álvarez Jordi Burillo Carlos Costa Fernando Meligeni |
| 27 ottobre | Paris Open 1997 Parigi, Francia 2 300 000 $ - Cemento Singolare - Doppio                                                       | Pete Sampras 6-3 4-6 6-3 6-1                 | Jonas Björkman                     | Evgenij Kafel'nikov Thomas Enqvist     | Thomas Muster Greg Rusedski Richard Krajicek Guillaume Raoux        |
| 27 ottobre | Paris Open 1997 Parigi, Francia 2 300 000 $ - Cemento Singolare - Doppio                                                       | Jacco Eltingh Paul Haarhuis 6-2, 7–6(8)      | Rick Leach Jonathan Stark          | Evgenij Kafel'nikov Thomas Enqvist     | Thomas Muster Greg Rusedski Richard Krajicek Guillaume Raoux        |

### Novembre
| Settimana   | Torneo                                                                                             | Vincitore                                       | Finalista                        | Semifinalisti                   | Eliminati ai quarti                                                                |
| ----------- | -------------------------------------------------------------------------------------------------- | ----------------------------------------------- | -------------------------------- | ------------------------------- | ---------------------------------------------------------------------------------- |
| 3 novembre  | Movistar Open 1997 Santiago, Cile 303 000 $ - Terra Singolare - Doppio                             | Julián Alonso 6-2 6-1                           | Marcelo Ríos                     | Marcelo Filippini Jordi Burillo | Fernando Meligeni Radomír Vašek Mariano Puerta Oliver Gross                        |
| 3 novembre  | Movistar Open 1997 Santiago, Cile 303 000 $ - Terra Singolare - Doppio                             | Hendrik Jan Davids Andrew Kratzmann 7-6 5-7 6-4 | Julián Alonso Nicolás Lapentti   | Marcelo Filippini Jordi Burillo | Fernando Meligeni Radomír Vašek Mariano Puerta Oliver Gross                        |
| 3 novembre  | Kremlin Cup 1997 Mosca, Russia 1 125 000 $ - Sintetico Singolare - Doppio                          | Evgenij Kafel'nikov 7–6(2) 6-4                  | Petr Korda                       | Daniel Nestor Wayne Black       | Sargis Sargsian Martin Damm Daniel Vacek Alex O'Brien                              |
| 3 novembre  | Kremlin Cup 1997 Mosca, Russia 1 125 000 $ - Sintetico Singolare - Doppio                          | Martin Damm Cyril Suk 6-4 6-3                   | David Adams Fabrice Santoro      | Daniel Nestor Wayne Black       | Sargis Sargsian Martin Damm Daniel Vacek Alex O'Brien                              |
| 3 novembre  | Stockholm Open 1997 Stoccolma, Svezia 800 000 $ - Cemento indoor Singolare - Doppio                | Jonas Björkman 3-6 7–6(2) 6-2 6-4               | Jan Siemerink                    | Patrick Rafter Greg Rusedski    | Tim Henman Karol Kučera Cédric Pioline Magnus Larsson                              |
| 3 novembre  | Stockholm Open 1997 Stoccolma, Svezia 800 000 $ - Cemento indoor Singolare - Doppio                | Marc-Kevin Goellner Richey Reneberg 6-3 3-6 7-6 | Ellis Ferreira Patrick Galbraith | Patrick Rafter Greg Rusedski    | Tim Henman Karol Kučera Cédric Pioline Magnus Larsson                              |
| 10 novembre | ATP Tour World Championships 1997 Hannover, Germania Hartford, Connecticut, USA Singolare - Doppio | Pete Sampras 6-3 6-2 6-2                        | Evgenij Kafel'nikov              | Jonas Björkman Carlos Moyá      | Patrick Rafter Greg Rusedski Thomas Muster Sergi Bruguera Tim Henman Michael Chang |
| 10 novembre | ATP Tour World Championships 1997 Hannover, Germania Hartford, Connecticut, USA Singolare - Doppio | Rick Leach Jonathan Stark 6-3 6-4 7–6(3)        | Mahesh Bhupathi Leander Paes     | Jonas Björkman Carlos Moyá      | Patrick Rafter Greg Rusedski Thomas Muster Sergi Bruguera Tim Henman Michael Chang |

### Dicembre
Nessun evento

## Debutti
- Marcos Daniel
- Feliciano López
- Marat Safin
- Filippo Volandri